# Südostlink
Der Südostlink (Eigenschreibweise SuedOstLink), früher auch als Gleichstrompassage Süd-Ost, Süd-Ost-Stromtrasse oder Korridor D bezeichnet, bezeichnet eine von den Übertragungsnetzbetreibern 50Hertz Transmission und Tennet TSO beantragte Hochspannungs-Gleichstrom-Übertragungs-Leitung (HGÜ) von Wolmirstedt in Sachsen-Anhalt zum Umspannwerk des Kernkraftwerks Isar nahe Landshut in Bayern. Sie wurde im Netzentwicklungsplan Strom 2012 erläutert und im Rahmen des Bundesbedarfsplangesetzes als Höchstspannungsleitung Vorhaben Nr. 5 gesetzlich verankert. 2021 wurde eine Erweiterung in das Bundesbedarfsplangesetz aufgenommen (Vorhaben Nr. 5a). Dabei handelt es sich um eine HGÜ von Klein Rogahn nahe Schwerin in Mecklenburg-Vorpommern ebenfalls bis zum Umspannwerk des Kernkraftwerks Isar, welche ab Wolmirstedt parallel zum Vorhaben Nr. 5 verläuft. Der Verlauf von Klein Rogahn nach Wolmirstedt wird auch als Südostlink+ bezeichnet.
Der Südostlink wird von der Europäischen Kommission als innerdeutsches Vorhaben von gemeinsamem Interesse (Projects of Common Interest) unter der Nummer 3.12 in der PCI-Liste der Europäischen Union geführt.
Der Südostlink kann sprachlich mit dem Suedlink verwechselt werden. Beide geplanten „Stromautobahnen“ gelten als ein zentraler Bestandteil der Energiewende.

## Geschichte

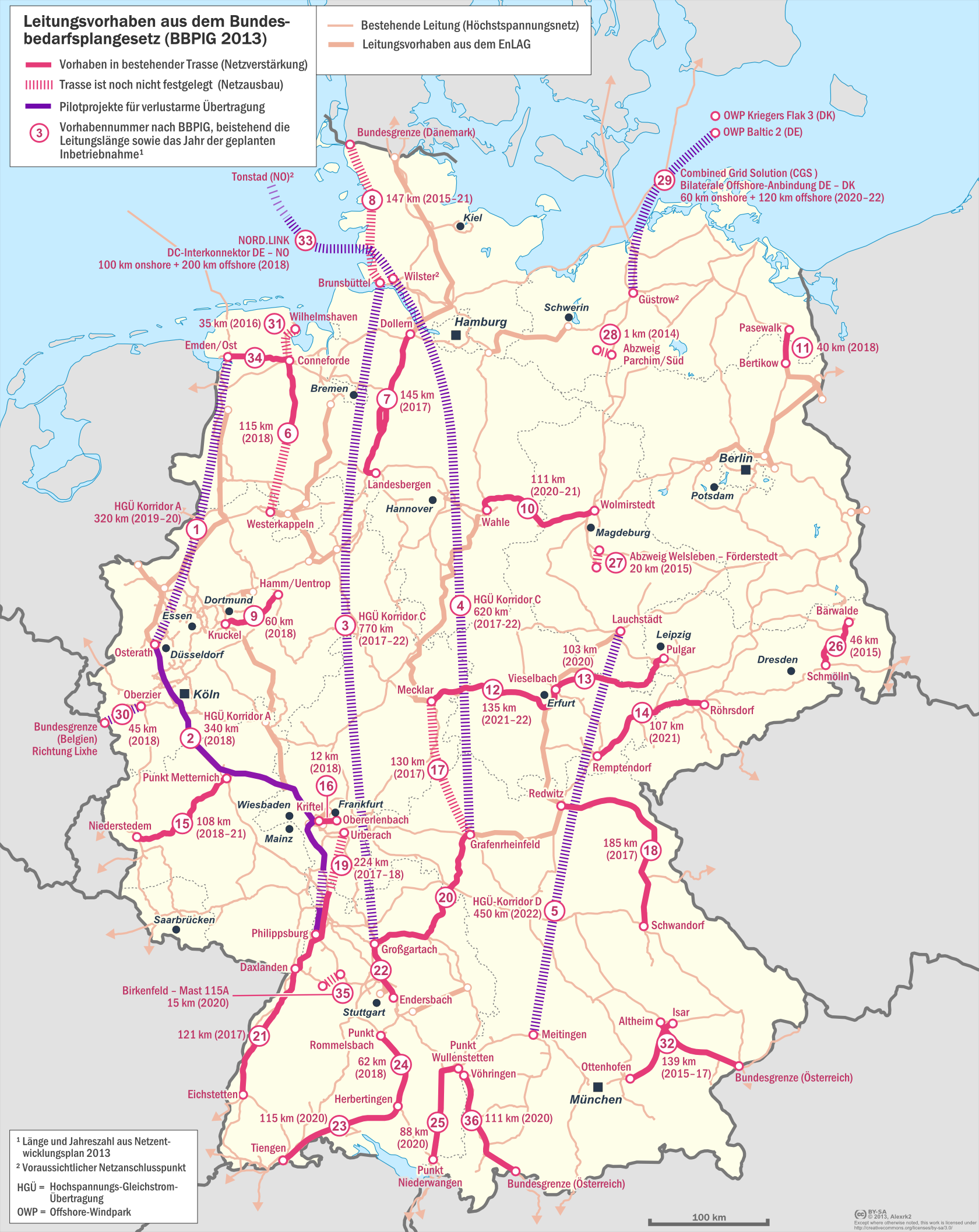
Karte der Leitungsvorhaben in Deutschland nach dem Bundesbedarfsplangesetz (Stand 2013)

Die Notwendigkeit der Stromtrasse wurde im Netzentwicklungsplan Strom 2012 erläutert und im Rahmen des Bundesbedarfsplans (Vorhaben Nr. 5) im Jahr 2013 gesetzlich verankert. Als 2014 erste Planungen mit Startpunkt Bad Lauchstädt und Endpunkt Meitingen im Landkreis Augsburg bekannt wurden regte sich in den betroffenen Gemeinden heftiger Protest. Hatte die bayerische Staatsregierung noch Mitte 2013 im Bundesrat dem Bedarfsplan zugestimmt, erhob nun der Bayerische Ministerpräsident, Horst Seehofer, Einspruch dagegen und bezeichnete die Trasse als „nicht notwendig“.
Im November 2014 stellten die Netzbetreiber einen wegen der Reform des Erneuerbare-Energien-Gesetzes überarbeiteten Netzentwicklungsplan vor, der wie ursprünglich auch den Bau der Süd-Ost-Link-Trasse vorsah. Als Folge der anhaltenden Proteste wurde der Startpunkt weiter nördlich nach Wolmirstedt und der Endpunkt nach Gundremmingen verlegt, um dort den Strom in die bestehende Infrastruktur des 2021 vom Netz gehenden Kernkraftwerks Gundremmingen einzuspeisen. Im Februar 2015 lancierte Ilse Aigner (CSU), Wirtschaftsministerin des Landes Bayern, die Formel „Zwei minus x“ bzw. die These, von den beiden umstrittenen „Stromautobahnen“ nach Bayern – die andere ist der sogenannte Suedlink – sei mindestens eine unnötig. Hierfür wurde aber der Bau weiterer Gaskraftwerke in Bayern als notwendig erachtet, was aber aus wirtschaftlichen Gründen für nicht realisierbar erachtet wurde, denn das bestehende Gaskraftwerk in Irsching an der Donau speiste 2014 keinen Strom ein.
In Anspielung auf die großen Strommasten wurden für die ursprünglich vorgesehene Freileitung gelegentlich die Bezeichnungen „Monstertrasse“ bis hin zu „Mördertrasse“ verwendet.
In vielen Regionen entlang des geplanten Trassenverlaufs formierten sich Bürgerbewegungen. Der ehemalige bayerische Ministerpräsident Horst Seehofer äußerte Verständnis für den Widerstand.
Beim Koalitionsgipfel im Sommer 2015 gab der bayerische Ministerpräsident seinen Widerstand gegen einen Süd-Ost-Link auf. Gleichzeitig wurde noch einmal der Trassenverlauf angepasst. Als Endpunkt der Gleichstrom-Trasse Südost von Sachsen-Anhalt nach Bayern wurde nun der Netzknoten Isar bei Landshut benannt.
Am 4. Dezember 2015 verabschiedete der Bundestag das Gesetz zur Änderung von Bestimmungen des Rechts des Energieleitungsbaus, dem der Bundesrat am 18. Dezember 2015 zustimmte. Darin wurde unter anderem ein Erdkabelvorrang für die HGÜ-Leitungen festgelegt.
Zunächst war die Verlegung von Leerrohren für ein mögliches weiteres System gleicher Leistung (zusätzlich 2 GW) vorgesehen. Mit dem Bundesbedarfsplan 2021 wurde der Bedarf für die Verlegung von Leerrohren für das Vorhaben Nr. 5 gestrichen. Die Streichung erfolgte, weil stattdessen Vorhaben Nr. 5a in den Bundesbedarfsplan aufgenommen wurde. Vor diesem Hintergrund ist beabsichtigt, beide Vorhaben soweit möglich in zwei Kabelgräben in Parallellage zu verlegen. Der Tiefbau soll, wo realisierbar, für die Vorhaben Nr. 5 und Nr. 5a gemeinsam erfolgen.

## Bedarf
Die Bedarfsermittlung für den Netzausbau erfolgt gemäß dem 2011 verabschiedeten Netzausbaubeschleunigungsgesetz Übertragungsnetz (NABEG) in drei Schritten:
- Ermittlung des Szenariorahmens (Veränderung von Erzeugungs- und Bedarfsstrukturen)
- Erstellung des Netzentwicklungsplanes (Notwendige Anpassung der Netze)
- Verabschiedung des Bundesbedarfsplanes mit konkreten Vorhaben (Gesetzlicher Rahmen).

## Planung Erdkabel
Die eigentliche Planung und Genehmigung von Netzausbauvorhaben erfolgt gemäß NABEG in zwei Stufen:
- Bundesfachplanung (Festlegung der Trassenkorridore)
- Planfeststellungsverfahren (Festlegung des Trassenverlaufs).

| Nr. | Vorhaben                                                          | Trassenlänge in km | Transportkapazität | Fertigstellung |
| --- | ----------------------------------------------------------------- | ------------------ | ------------------ | -------------- |
| 5   | Wolmirstedt – Isar                                                | 538                | 2 GW               | 2027           |
| 5a  | Klein Rogahn / Stralendorf / Warsow / Holthusen / Schossin – Isar | 758                | 2 GW               | 2030           |

### Nordverlängerung
Der nördliche Teil des Vorhabens 5a zwischen Raum Klein Rogahn in Mecklenburg-Vorpommern und dem Landkreis Börde ist in einem separaten Projekt mit Namen SuedOstLink+ enthalten, für das 50Hertz zuständig ist. Das Vorhaben wurde 2021 in den Bundesbedarfsplan eingefügt. Dieser Teil steht noch vor der Bundesfachplanung.

### Bundesfachplanung
Die Bundesfachplanung sieht als wesentliche Bestandteile die Erstellung einer Raumverträglichkeitsstudie (RVS) und die Durchführung einer Strategischen Umweltprüfung (SUP) vor. Als ersten Schritt richtet die Bundesnetzagentur im Rahmen der Bundesfachplanung je nach Bedarf oder Komplexität des Vorhabens eine oder mehrere öffentliche Antragskonferenzen aus. Die Bundesnetzagentur fällte nach Abschluss der Bundesfachplanung eine endgültige Entscheidung über den 1000 Meter breiten Korridorverlauf.

#### Wolmirstedt – Isar
Die Stellung eines Antrages auf Bundesfachplanung entsprechend § 6 Netzausbaubeschleunigungsgesetz Übertragungsnetz (NABEG) erfolgt für den Südostlink in Absprache mit der Bundesnetzagentur zeitgestaffelt in vier Abschnitten, um einen Annahmestau zu vermeiden. Die Antragsabschnitte sind nicht landesgrenzenscharf festgelegt, sondern beginnen/enden an jeweils nahe liegenden Endpunkten von Trassenkorridorsegmenten.
|   | Abschnitt                             | Bundesländer                     | Trassenlänge in km | Status                     |
| - | ------------------------------------- | -------------------------------- | ------------------ | -------------------------- |
| A | Wolmirstedt – Raum Naumburg/Eisenberg | Sachsen Sachsen-Anhalt Thüringen | 182                | Trassenkorridor festgelegt |
| B | Raum Naumburg/Eisenberg – Raum Hof    | Bayern Sachsen Thüringen         | 84                 | Trassenkorridor festgelegt |
| C | Raum Hof – Raum Schwandorf            | Bayern Sachsen Thüringen         | 137                | Trassenkorridor festgelegt |
| D | Raum Schwandorf – Isar                | Bayern                           | 121                | Trassenkorridor festgelegt |

Hochspannungs-Gleichstrom-Übertragungsleitungen werden primär zur Punkt-zu-Punkt-Übertragung großer Leistungen über große Distanzen eingesetzt, da sich in vermaschten Gleichstromnetzen die Leistungsflüsse nur schwer steuern lassen.
Für die Ausführung als Erdkabel wurden die Trassenplanungen durch Tennet und 50Hertz im Jahr 2016 neu aufgenommen. Anders als für Freileitungen ist für Erdkabel ausdrücklich ein „möglichst geradliniger Verlauf“ vorgegeben. Daneben gibt es gegenüber den Freileitungen auch andere Restriktionen (u. a. Untergrundbeschaffenheit, Geländetopografie, Flussquerungen). Die Netzbetreiber haben für die Planungen den Suchraum in Quadrate mit 25 × 25 Meter Kantenlänge eingeteilt und für etwa 60 Parameter (z. B. Siedlungsgebiete, Verkehrswege, Naturschutz, Bodenschätze, Altbergbau, Flussquerungen usw. sowie Abstand von der vorgegebenen Luftlinie) jedes Quadrat mit einer von 4 Klassenstufen 1 bis 4 bewertet. Damit wurde eine Einordnung nach der Eignung bzw. nach dem Raumwiderstand vorgenommen und aus den am besten geeigneten Quadraten eine Karte mit den besten möglichen Flächen erstellt. Flächenhafte Schutzgebiete wurden dabei in der Regel umgangen, linienhafte Schutzgebiete, z. B. Flüsse, müssen an geeigneter Stelle gequert werden.
Am 28. September 2016 wurden von Tennet und 50Hertz der Öffentlichkeit 1000 Meter breite Vorschlagstraßenkorridore vorgestellt und in so genannten Infomärkten in Orten entlang der Trasse diskutiert. Aus der Öffentlichkeitsbeteiligung ergaben sich einige Änderungen im Trassenverlauf.
Die Antragstellung und -bearbeitung erfolgt in der Reihenfolge A – C – B – D.
Am 8. März 2017 hat 50Hertz den Antrag auf Bundesfachplanung für den Abschnitt A gestellt. Die Antragsunterlagen umfassen den Vorzugstraßenkorridor und die ernsthaft in Betracht kommenden Alternativen. Im Antrag sind bereits alle 105 Trassensegmente enthalten.
Die Antragskonferenzen für die Trassenkorridore des Südostlink haben stattgefunden
- am 03.05.2017 in Magdeburg (Abschnitt A)
- am 08.05.2017 in Halle (Saale) (Abschnitt A)
- am 13.06.2017 in Gera (Abschnitt B)
- am 17.05.2017 und 18.05.2017 in Weiden in der Oberpfalz (Abschnitt C)
- am 31.05.2017 und 01.06.2017  in Hof (Abschnitt C)
- Ende Juni in Regensburg (Abschnitt D).

|     | Abschnitt                   | Bundesländer                     | Trassenlänge in km | Status                                 |
| --- | --------------------------- | -------------------------------- | ------------------ | -------------------------------------- |
| A1  | Wolmirstedt – Könnern       | Sachsen-Anhalt                   | 88                 | Planfeststellungsbeschluss ausgestellt |
| A2  | Könnern-Eisenberg           | Sachsen Sachsen-Anhalt Thüringen | 95                 | Planfeststellungsbeschluss ausgestellt |
| B   | Eisenberg – Münchenreuth    | Bayern Sachsen Thüringen         | 84                 | Planfeststellungsbeschluss ausgestellt |
| C1  | Münchenreuth – Marktredwitz | Bayern Sachsen Thüringen         | 55                 | Planfeststellungsbeschluss ausgestellt |
| C2  | Marktredwitz – Pfreimd      | Bayern                           | 90                 | Planfeststellungsbeschluss ausgestellt |
| D1  | Pfreimd – Nittenau          | Bayern                           | 54                 | Trassenkorridor festgelegt             |
| D2  | Nittenau – Pfatter          | Bayern                           | 29                 | Planfeststellungsbeschluss ausgestellt |
| D3a | Pfatter – A 92 bei Isar     | Bayern                           | 45                 | Planfeststellungsbeschluss ausgestellt |
| D3b | Konverterbereich Isar       | Bayern                           | 2                  | Planfeststellungsbeschluss ausgestellt |

Am 7. August 2017 hat die Bundesnetzagentur unter Berücksichtigung bis dahin schriftlich und auf den Antragskonferenzen gegebener Hinweise den Untersuchungsrahmen für den Abschnitt A veröffentlicht. Im Untersuchungsrahmen werden Festlegung für die Unterlagen nach § 8 NABEG getroffen, die durch die ÜNB zu erstellen sind. Für den Abschnitt A war unter anderem für den nördlichen Teil des Südostlink die Prüfung der Möglichkeit einer Freileitungsführung festgelegt. Damit wird dem entsprechenden Prüfverlangen des Landkreises Börde und des Salzlandkreises sowie der Städte und Gemeinden Wolmirstedt, Niedere Börde, Barleben, Hohe Börde, Wanzleben-Börde, Sülzetal, Bördeland, Barby, Staßfurt, Nienburg (Saale), Saale-Wipper, Ilberstedt, Güsten, Plötzkau, Alsleben (Saale), Gerbstedt und Seegebiet Mansfelder Land entsprochen. Schließlich hat der Gesetzgeber Erdkabel für den gesamten Südostlink im Bundesbedarfsplangesetz festgeschrieben.
Die Bundesnetzagentur legte für den Abschnitt C am 19. Dezember 2019 einen verbindlichen 1 km breiten Trassenkorridor fest. Für den Abschnitt D wurde die Entscheidung am 14. Februar 2020 veröffentlicht. Damit wurde die Bundesfachplanung abgeschlossen. Die Entscheidung für Abschnitt B wurde im vierten Quartal 2019 und für die Abschnitte A1 und A2 fiel im zweiten Quartal 2020 getroffen.

#### Klein Rogahn / Stralendorf / Warsow / Holthusen / Schossin – Isar
|   | Abschnitt                                                            | Bundesländer                            | Trassenlänge in km | Status                         |
| - | -------------------------------------------------------------------- | --------------------------------------- | ------------------ | ------------------------------ |
| A | Klein Rogahn/Stralendorf/Warsow/Holthusen/Schossin – Landkreis Börde | Mecklenburg-Vorpommern Sachsen-Anhalt   | 237                | noch nicht beantragt           |
| B | Landkreis Börde – Isar                                               | Bayern Sachsen Sachsen-Anhalt Thüringen | 521                | Verzicht auf Bundesfachplanung |

### Planfeststellungsverfahren
Mit Abschluss der Bundesfachplanung kann das Planfeststellungsverfahren durch den Netzbetreiber beantragt werden, in dessen Rahmen die exakten Trassenverläufe und die zu verwendende Übertragungstechnik verbindlich festgelegt werden. Anträge auf Planfeststellung gemäß § 19 NABEG wurden für alle Abschnitte zwischen dem 4. Quartal 2019 und dem zweiten Quartal 2020 gestellt. Die Bundesnetzagentur führte hierzu eine Antragskonferenz mit den Trägern öffentlicher Belange sowie Vereinigungen und Verbänden durch.
Das Planfeststellungsverfahren wurde in folgenden Abschnitten durchgeführt:
|   | Abschnitt                                                            | Bundesländer                            | Trassenlänge in km | Status                         |
| - | -------------------------------------------------------------------- | --------------------------------------- | ------------------ | ------------------------------ |
| A | Klein Rogahn/Stralendorf/Warsow/Holthusen/Schossin – Landkreis Börde | Mecklenburg-Vorpommern Sachsen-Anhalt   | 237                | noch nicht beantragt           |
| B | Landkreis Börde – Isar                                               | Bayern Sachsen Sachsen-Anhalt Thüringen | 521                | Verzicht auf Bundesfachplanung |

- Abschnitt A1: Sachsen-Anhalt Nord
- Abschnitt A2: Sachsen-Anhalt Süd / Thüringen Nord
- Abschnitt B: Thüringen/Sachsen
- Abschnitt C1: Münchenreuth – Marktredwitz
- Abschnitt C2: Marktredwitz – Pfreimd
- Abschnitt D1: Pfreimd – Nittenau
- Abschnitt D2: Nittenau – Pfatter
- Abschnitt D3a: Pfatter – A 92 bei Isar
- Abschnitt D3b: Konverterbereich Isar

Während in den Abschnitten B und C1 im ersten Quartal 2020 Antragskonferenzen stattfanden, wurden aufgrund der Covidmaßnahmen und dem daher erlassenen Planungssicherstellungsgesetz die Antragskonferenzen in den Abschnitten A1, A2, C2, D1 und D2 als schriftliches Verfahren gemäß § 5 Absatz 6 PlanSiG durchgeführt.
Das Vorhaben ist eines von drei Energieprojekten, die laut dem im November 2021 vorgelegten Koalitionsvertrag der rot-grün-gelben Bundesregierung „beschleunigt auf den Weg“ gebracht und „mit hoher politischer Priorität“ umgesetzt werden sollten. Am 1. April 2025 erhielt 50Hertz den letzten Planfeststellungsbeschluss für das Projekt, damit können auf 270 km  durch Sachsen, Sachsen-Anhalt und Thüringen die Bauarbeiten beginnen.

## Konverter
Die vier Konverterstationen, die Gleich- in Wechselspannung bzw. umgekehrt wandeln können, werden bzw. wurden bei Klein Rogahn in Mecklenburg-Vorpommern, Wolmirstedt in Sachsen-Anhalt und im Raum Landshut in Bayern errichtet.

### Standort Klein Rogahn
Im Suchraum der Gemeinden Klein Rogahn, Stralendorf, Warsow, Holthusen, Schossin ist eine DC-Konverterstation mit einer Kapazität von 2 GW zu errichten.

### Standort Wolmirstedt
Am Verknüpfungspunkt zum 380-kV-Netz von 50Hertz wurden folgende mögliche Konverterstandorte verglichen:
- Standort 1: Umspannwerk Wolmirstedt
- Standort 2: westlich Wolmirstedt
- Standort 3: nordöstlich Samswegen
- Standort 4: nördlich Meitzendorf
- Standort 5: südlich Meitzendorf

Standort 1 setzte sich schließlich durch, begründet mit Flächenverfügbarkeit am bestehenden Umspannwerk, der Einsparung einer zusätzlichen 380-kV-Freileitung sowie der vorhandene Gleisanschluss.

### Standort Isar

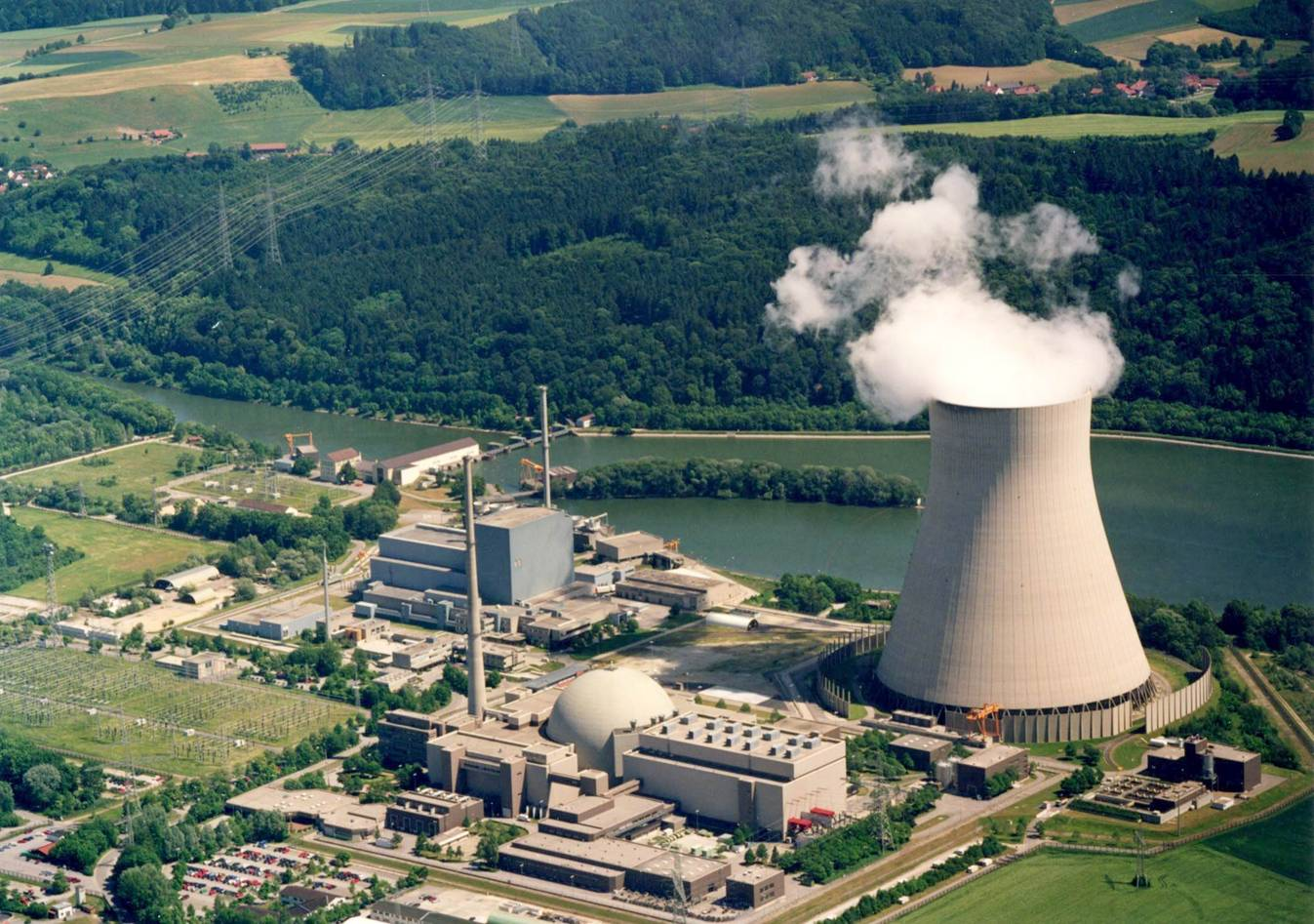
KKW Isar 2008, möglicher Konverterstandort auf dem Kraftwerksgelände, links die vorhandene Drehstrom-Schaltanlage

Im Suchraum sind zwei Konverterstationen mit einer Kapazität von je 2 GW zu errichten. Am Verknüpfungspunkt zum 380-kV-Netz von Tennet werden im Antrag folgende mögliche Konverterstandorte genannt:
- Standort 1: östlich Reichersdorf
- Standort 2: östlich des Kernkraftwerks Isar,
- Standort 3: nordöstlich des Kernkraftwerks Isar,
- Standort 4: nordwestlich des Kernkraftwerks Isar
- Standort 5: Am Steinberg – östl. Unterwattenbach
- Standort 6: westl. Unterwattenbach

In übergreifender Abwägung der Technik-, Umwelt- und Raumordnungskriterien werden die Standorte 2, 3 und 4 favorisiert, wegen der hohen anthropogenen Vorbelastung sowie einer Minimierung der neu zu errichtenden Anbindungsleitungen. Standort 5 wird aus umwelt- und raumplanerischer Sicht besonders positiv bewertet, aber aufgrund der großen Entfernung und der langen neu zu errichtenden Freileitungsanbindung nicht favorisiert. Dennoch wird er ebenso wie die Standorte 2, 3 und 4 weiterverfolgt und im folgenden Verfahren näher untersucht.

### Technik
In den vier Konverter- oder Stromrichterstationen werden spannungsgeführte Stromrichter (englisch: voltage-sourced converters, VSC) eingesetzt. Lieferant ist Siemens Energy.

## Bauausführung und Inbetriebnahme
Im März 2017 wurde eine Inbetriebnahme 2025 anvisiert; im Februar 2022 wurde für eine Inbetriebnahme das Jahr 2027 genannt.
Tennet und 50Hertz erteilten im Mai 2020 den beiden Herstellern NKT und Prysmian den Zuschlag für die Lieferung und Verlegung der rund 1000 Kilometer Erdkabel (ein System aus zwei Polkabeln à 500 km, kunststoffisoliert, 525 kV) inklusive der Verbindungsmuffen und Endverschlüsse.
Im August 2022 beauftragten die beiden Übertragungsnetzbetreiber dieselben Kabelhersteller für das zweite System. Es ergibt sich eine Gesamtlänge von 2.100 Kilometern für die erforderlichen Erdkabel. Vorhaben 5a mit dem zweiten System soll 2030 in Betrieb gehen.

## Technische Daten
Folgende technische Daten sind derzeit projektiert:
- Die Leistung der Vorhaben 5 und 5a beträgt jeweils 2 GW, d. h. von Klein Roghan bis Wolmirstedt 2 GW und ab Wolmirstedt bis zum Umspannwerk des Kernkraftwerks Isar 4 GW.

- Spannung: ±525 kV
Anfangs waren zwei Varianten in der Betrachtung: Eine mit ±525 kV (Vorzugsvariante) und eine mit ±320 kV (je nach Kabel-Verfügbarkeit)
- Konvertertyp: VSC – Voltage Source Converter, in der Ausführung als „Rigid Bipol“ mit einseitiger Erdung des Gleichspannungskreises, mit gegenüber Erde symmetrischer Spannungslage von Plus- und Minus-Kabel, ohne metallischen Rückleiter[29]
Ursprünglich war eine Schaltung mit metallischem Rückleiter geplant.
- Art der Energieübertragung: Gleichspannung

## Kritik
Etwa 1000 Einwendungen waren zu den Planungen des Süd-Ost-Links erhoben worden, die im Oktober 2019 bei einem Termin in Regenstauf erörtert wurden.

### Projekt/Planungen
Es wird kritisiert, dass die Aussage, die Trasse diene dazu, den in Nordostdeutschland produzierten Windstrom nach Süddeutschland zu transportieren, nicht zuträfe, da es um den Stromtransit gehe für sowohl in Deutschland erzeugten als auch aus dem Ausland kommenden Strom, um diesen in andere Länder zu verteilen. In diesem Zusammenhang verweist der Solarenergie-Förderverein Deutschland auch auf das Thema Versorgungssicherheit bei Extremwetterlagen bzw. Anschlägen auf das Versorgungsnetz und präferiert hier dezentrale Lösungen. Technisch kann die Leitung elektrische Energie in beiden Richtungen transportieren, ungeachtet deren „Farbe“.

### Umweltaspekte
Von Seiten der Bürgerbewegungen werden Umweltschäden und eine Beeinträchtigung des Landschaftsbildes befürchtet. Vor allem in Ostbayern geht man davon aus, dass die Trassen dem Transport von Kohlestrom dienten und damit der Energiewende nicht dienlich seien. Letzteres wird auch vom Solarenergie-Förderverein Deutschland e. V. (SFV) kritisiert. Gestützt wird diese These von einer Studie des Deutschen Instituts für Wirtschaftsforschung, welches in einer Modellrechnung für 2025 im Falle einer HGÜ-Leitung (Hochspannungsgleichstrom-Übertragung) „Süd-Ost-Passage“ eine Zunahme von Braunkohlestrom in diesem Netzbereich prognostiziert. Des Weiteren kommt eine Studie des Wirtschaftswissenschaftlers Lorenz Jarass zu dem Schluss: „Laut Netzentwicklungsplan sollen 2024 ost- und westdeutsche Braunkohlekraftwerke als Ersatz für 13 süddeutsche Kernkraftwerke dienen. Dafür sind starke neue Übertragungsleitungen zu den süddeutschen Kernkraftwerksstandorten geplant“.

### Bodenbeeinflussung
Von Bauern und Landwirten wird die Verlegung des Südostlink als Erdkabel überwiegend kritisch gesehen. Durch den Erdaushub beim Bau der Kabelgräben werden Änderungen der Bodenstruktur befürchtet, die Erwärmung des Bodens durch die Verlustwärme des Kabels könnte zur Austrocknung des Bodens führen. Um die Interessen der Landwirtschaft zu wahren, stellten die Kreise Salzland und Börde und die dortigen Kommunen auf der Antragskonferenz am 3. Mai 2017 Anträge auf Prüfung einer Freileitungsausnahme.

Auf der Antragskonferenz am 8. Mai stellten die Gemeinden Gerbstedt und Seegebiet Mansfelder Land ebenfalls einen solchen Antrag. 50Hertz wollte für diese Gebiete zusätzlich die Möglichkeit einer Freileitung prüfen. Bei erfolgreicher Prüfung könnte der Südostlink dort als Freileitung errichtet werden, auf der Trasse einer bereits zwischen Wolmirstedt und Förderstedt bestehenden Freileitung möglicherweise als Hybridleitung. Für diesen 52 Kilometer langen Abschnitt würde sich nach den in der Presse genannten Zahlen eine Einsparung von etwa 240 Millionen Euro ergeben. Kostenaspekte werden jedoch der Prüfung einer Freileitungsausnahme nicht zugrunde gelegt.

### Kosten
Von Seiten der Bürgerbewegungen wurden wegen des Baus der Freileitung steigende Stromkosten und sinkende Immobilienwerte entlang der Trasse befürchtet. Durch den Bau der Erdleitungen bestehen die befürchteten Auswirkungen auf die Immobilienpreise nicht mehr. Die Netzbetreiber gehen aber von wesentlich höheren Baukosten aus. Gegenüber einer Freileitung werden etwa fünf- bis sechsfach höhere Kosten geschätzt.